# A Perfect Enemy
Pour plus de détails, voir Fiche technique et Distribution.
A Perfect Enemy est un thriller franco-germano-espagnol co-écrite et réalisé par Kike Maíllo, sorti en 2020.
Il s'agit de l'adaptation du roman français Cosmétique de l'ennemi d'Amélie Nothomb (2001).
Il est sélectionné et présenté en compétition internationale, le 16 octobre 2020, au Festival international du film de Catalogne, à Sitges.

## Synopsis
L'architecte Jeremiasz Angust rate son vol à l'aéroport de Paris, et est approché dans le salon par une étrange jeune fille qui s'est présentée à lui, « Texel Textor ». Impossible de se débarrasser d'elle. Cette dernière commence à lui dire des secrets de sa propre vie.

## Fiche technique
- Titre original : A Perfect Enemy
- Titre allemand : Kosmetik des Bösen
- Réalisation : Kike Maíllo
- Scénario : Cristina Clemente, Kike Maíllo et Fernando Navarro, d'après le roman français Cosmétique de l'ennemi d'Amélie Nothomb
- Musique : Alex Baranowski
- Décors : Roger Bellés
- Costumes : Paula Ventura
- Photographie : Rita Noriega
- Montage : Martí Roca
- Production : Toni Carrizosa, Ana Eiras, Genny Goudard, Daniel Goroshko, Rodolphe Sanzé, Laurent Fumeron, Wolfgang Müller, Benito Müller, Justin Nappi et Eric Tosstorff
- Sociétés de production : Sábado Películas, Barry Films et The Project ; Treehouse Pictures et One World Entertainment (production associées)
- Sociétés de distribution : Pulsar Content, Koch Films GmbH (Allemagne) Alba Films (France)
- Pays de production :  Espagne /  Allemagne /  France
- Langue originale : anglais
- Format : couleur — 2,35:1
- Genre : thriller; drame
- Durée : 88 minutes
- Dates de sortie :
  - Espagne : 16 octobre 2020 (Festival international du film de Catalogne) ; 23 octobre 2021 (sortie nationale)
  - Allemagne : 4 novembre 2021
  - France : 29 décembre 2021
- Classification :
  - France : Interdit aux moins de 12 ans lors de sa sortie en salles et à la télévision

## Distribution
- Tomasz Kot (VFB : Simon Duprez) : Jeremiasz Angust
- Athena Strates (VFB : Sophie Pyronnet) : Texel Textor
- Marta Nieto (VFB : Claire Tefnin) : Isabelle
- Dominique Pinon (VF : lui-même) : Jean Rosen
- Felizia Trube : Little Texel
- Freyja Simpson : Feline
- Stefanie Früchtenicht : une hôtesse de l'air

Source VF : Carton télévisé du doublage français.

## Production

### Tournage
Le tournage a lieu à Barcelone (Espagne), à Paris (France) et à Francfort-sur-le-Main (Allemagne).

## Accueil

### Critique
En France, le site Allociné recense une moyenne des critiques presse de 2,3/5.